# Gestão de qualidade do projeto
A gestão de qualidade do projeto assegura que um projeto seja consistente. Como conceito, conhece-se a qualidade há milênios. No entanto, só recentemente ela adquiriu o status de função da gerência. Originalmente, tal função era relativa e voltada para a inspeção; hoje, as atividades relacionadas com a qualidade ampliaram-se bastante e são consideradas essenciais para o sucesso estratégico do projeto.

## Gestão de qualidade
A ampliação da abrangência de qualidade nas atividades organizacionais pode também ser percebida em responsabilidades que se agregaram à área, como qualidade ambiental e qualidade de vida, ética e valores hoje imprescindíveis e objeto de regulamentações nacionais e internacionais e de normas diversas.
Isso significa que há uma crescente conscientização da sociedade a esse respeito, o que impõe o surgimento de demandas e exerce pressões complementares.
Há várias classificações para diversos períodos ou eras de qualidade. Garvin (2002)
estruturou-as assim:
- Inspeção;
- Controle estatístico de qualidade;
- Garantia de qualidade;
- Gestão estratégica de qualidade.

Independentemente da estruturação, quando se fala sobre qualidade, cabe ressaltar que a gestão de qualidade do projeto deve ser direcionado tanto para os processos de gerenciamento do projeto quanto para seu produto ou serviço final do projeto.
Estes processos visam assegurar que o projeto será concluído com a qualidade desejada, satisfazendo, portanto, as necessidades do cliente e os requisitos do produto. Atualmente, a gestão de qualidade tem como preocupação básica evitar falhas.

### Qualidade
Qualidade pode ser considerado como um conceito, espontâneo e intrínseco, aplicável a qualquer situação de uso de algo tangível ou intangível SERVQUAL, quer se refiram a relacionamentos envolvidos na prestação de um serviço, ou a percepções associadas a produtos de natureza intelectual, artística, emocional e vivencial. Para Deming "A qualidade só pode ser definida em termos de quem a avalia".
A qualidade, portanto, pode ser entendida como obrigação contratual e é mensurável. Ao longo de um projeto, podem ser definidas métricas que forneçam informações vitais sobre a qualidade do processo, produto, atividade ou recurso. Essas métricas podem ser objetivas, tal como metros, volume, ou também de caráter qualitativo, como: bom, médio, agradável e outras. Podem ser aplicadas às funções essencias da administração de projetos, e replicadas para as áreas de uma empresa, como por exemplo o uso cada vez maior de Métrica de marketing, ou ainda, para logísticas, compras, produção e outras. Diante disso, observa-se que o gerenciamento de projetos serve a múltiplas funções de uma organização.
Quanto à abrangência, podem ser globais, para todo o projeto, ou por fases específicas, ou ainda, para determinadas atividades / tarefas mais importantes ao objetivo central.

#### ISO 8402
A norma ISO 8402 define : [...] qualidade como sendo a “totalidade de características de uma entidade, que lhe confere a capacidade de satisfazer as necessidades explícitas e implícitas”.

#### ISO 9000
Já a norma ISO 9000 define : [...] qualidade como “grau no qual um conjunto de características inerentes satisfaz a requisitos”.

#### ISO 10006
Na norma ISO 10006 o enfoque é que a obtenção de qualidade é : [...] uma responsabilidade gerencial, requer o compromisso com a qualidade por todos os níveis da organização envolvidos no projeto, onde cada qual assume responsabilidade por seus respectivos processos e produtos.

## Gestão de qualidade do projeto
Segundo o PMI, “um projeto com qualidade é aquele concluído em conformidade com os requisitos, especificações e adequação ao uso”. Para Marshall a qualidade geral do projeto é avaliada pela sua conformidade ao que foi definido em seu escopo, abordando a qualidade do processo do projeto e do produto do projeto.
- Planejamento de qualidade — Identificação dos padrões de qualidade relevantes para o projeto e determinação de como atender a esses padrões;
- Realizar a garantia de qualidade — aplicação das atividades de qualidade planejadas e sistemáticas para assegurar que o projeto empregará todos os processos necessários para atender os requisitos;
- Controlar a qualidade — monitoramento dos resultados específicos do projeto a fim de determinar se esses resultados estão de acordo com os padrões relevantes de qualidade e identificação de maneiras para eliminar as causas de um desempenho insatisfatório.

Conforme Pmbok® o gerenciamento de qualidade nele descrita “[...] é compatível com as abordagens proprietárias recomendadas por Deming, Juran e Crosby [...]”, desta maneira referenciamos o gerenciamento de qualidade pela Trilogia Juran®  da seguinte forma:
1. Planejamento de qualidade: Estabelecer as metas de qualidade; Identificar os clientes; Determinar as necessidades dos clientes; Desenvolver características dos produtos que atendam as necessidades dos clientes; Desenvolver processos que produzam as características do produto; Estabelecer os controles de processos e declarar os resultados para a operação.
2. Controle de qualidade: Avalia o desempenho real de qualidade e compara com as metas planejadas e atua se houver diferença.
3. Melhoria de qualidade: Fornecer as equipes com recursos, treinamento e motivação; Estabelecer equipes de projetos; Identificar projetos de melhoramento; Estabelecer a infra-estrutura

A definição de Planejamento de qualidade por Juran é "a atividade de (a) estabelecer as metas de qualidade e (b) desenvolver os produtos e processos necessários à realização dessas metas.”
As ferramentas utilizadas para planejar a qualidade conforme Pmbok® são: Análise de custo-benefício, custo de qualidade, gráficos de controle, Benchmarking, projetos de experimentos, amostragem estatística, fluxogramas e as metodologias proprietárias de gerenciamento de qualidade, sendo elas: Seis sigmas, Lean Seis Sigma, Desdobramento da função de qualidade (QFD), CMMI®, entre outras.